# Phoebe Cates
Phoebe Cates, artiestennaam van Phoebe Belle Katz (New York, 16 juli 1963), is een Amerikaans voormalig actrice, danseres, model, sekssymbool en tieneridool. Ze is vooral bekend door haar rollen in tienerfilms uit de jaren tachtig.

## Biografie
Cates werd geboren in een familie vol personen die bekend waren met televisie en theater. Ze is de dochter van producent-regisseur Joseph Cates (1924-1998), die vooral op Broadway naam maakte en Lily Cates. Ze is de tweede van drie dochters; haar oudere zus heet Valerie en haar jongere zus Alexandra. Haar oom is Gilbert Cates, een producent-regisseur die onder andere Oscaruitreikingen organiseerde. Ze is van Chinese, Filipijnse, Russische, Spaanse en Joodse afkomst.
Cates bezocht in haar jeugd de Professional Children's School en het conservatorium Juilliard School.

### Huwelijk
In 1989 huwde Cates met de zestien jaar oudere acteur Kevin Kline. Ze leerde hem kennen in 1983, toen ze met hem auditeerde voor een rol in The Big Chill (1983), die uiteindelijk naar Meg Tilly ging. Met Kline kreeg ze twee kinderen: Owen Joseph in 1991 en Greta Simone in 1994. Na de bevalling van haar dochter besloot Cates te stoppen met acteren. Aanvankelijk zou het een pauze zijn, met de uitleg dat ze zich wilde richten op de opvoeding van haar kinderen. Ze keerde echter nooit meer terug naar het witte doek, met uitzondering van een filmverschijning in 2001. De volledige familie speelde mee in The Anniversary Party uit 2001.

## Carrière
Op tienjarige leeftijd besloot ze danseres te worden. Ze nam danslessen en werd zelfs aangenomen aan de School of American Ballet. In 1977, op 15-jarige leeftijd, kreeg ze een ernstige knieblessure. Hoewel ze hiervan herstelde, besloot ze uit angst voor een ernstigere verwonding, te stoppen met dansen. Ze vertelde later dat ze geen toekomst zag als danseres, omdat de kans om door te breken in haar ogen te klein was.
Vervolgens besloot Cates om een carrière te ambiëren als professioneel model. Ze had hierin veel succes en was aan het eind van de jaren zeventig een van de vele succesvolle jonge topmodellen van Amerika. Ze stond op de cover van verschillende tienerbladen, waaronder met beugel in Seventeen in april 1979. Naast tijdschriften was ze ook te zien in advertentie en televisiereclames. Dit leidde tot aanbiedingen vanuit de filmindustrie.

### Film
Cates realiseerde zich dat een modellencarrière niet van lange duur is en nam de beslissing een overstap te maken naar de film. Dit was tegen de wil van haar vader, die zijn dochter liever niet werkzaam als actrice zag. In het voorjaar van 1981 kreeg ze de vrouwelijke hoofdrol in de tienerfilm Paradise (1982), waarin ook tieneridool Willie Aames een rol speelde. De film kwam in opspraak, omdat Cates op 17-jarige leeftijd enkele naaktscènes opnam.
Cates sprak later vol minachting over de film waarmee ze haar acteerdebuut maakte. Ze zag Paradise als een 'leerervaring' en nam zichzelf voor nooit meer een soortgelijke film te maken. Haar eerste hoogtepunt behaalde ze in 1982, toen ze naast Sean Penn en Jennifer Jason Leigh te zien was in de zeer succesvolle tienerkomedie Fast Times at Ridgemont High (1982). Ook in deze film nam Cates een naaktscène op, die tegenwoordig wordt beschouwd als 'een van de meest sexy momenten uit een film'. Het bekend muziektijdschrift Rolling Stone benoemde het de 'bekendste scène uit de geschiedenis van de cinema waarin een vrouw haar bikini afdoet'.
Cates had over de naaktscènes in de twee films verschillende gevoelens. In Paradise had ze moeite om zonder kleren voor de camera te verschijnen, omdat het in haar ogen geen betekenis had voor het verhaal. Volgens Amy Heckerling, de regisseur van Fast Times at Ridgemont High, aarzelde Cates aanvankelijk om haar bikini uit te doen, omdat ze vreesde dat de buren het zouden zien. Later vertelde Cates dat ze met de naaktscènes in Fast Times at Ridgemont High minder moeite had, omdat het in komisch context was. Daarnaast kon ze goed overweg met de meeste mensen op de set, hetgeen de intieme scènes gemakkelijker maakte. Cates wordt vooral herinnerd om de naaktscènes die ze maakte. In interviews werd er met regelmaat naar gevraagd. Ze vertelde dat ze op seksueel gebied al vroeg volwassen was en ook op andere gebieden volwassener was dan haar leeftijdsgenoten.
Cates maakte al snel naam als de 'aantrekkelijke leeghoofd'. In haar volgende rollen speelde ze een levensgenietende student in Private School (1983) en een rebelse student die de 30-jarige vriend van haar zus verleidt in de televisiefilm Baby Sister (1983). Ondanks alle aandacht kwam Cates' grote doorbraak pas in 1984, toen ze te zien was in de tienerklassieker Gremlins (1984) en als verwaande soapster in de miniserie Lace. De rol in Gremlins kreeg ze met enkele aarzeling, omdat de filmmakers vreesden dat ze zichzelf als sekssymbool niet kon ontstijgen. De actrice vertelde later dat ze zich niet altijd gemakkelijk voelde op de set, omdat er veel grappen werden uitgehaald.
Ondertussen werd Lace, net zoals Gremlins, een enorm succes in de Verenigde Staten. Het resulteerde zelfs in een vervolg: Lace II (1985). Cates was ondanks het succes niet enthousiast over de rol. Ze was niet te spreken over de kwaliteit van de serie en vertelde dat ze zich niet kon identificeren met haar personage. Tijdens haar loopbaan als tieneridool maakte Cates gebruik van haar succes door een aantal liedjes op te nemen. Geen van alle waren succesvol. De zangcarrière was niet van lange duur, mede omdat Cates weigerde op te treden voor publiek.

### Latere carrière

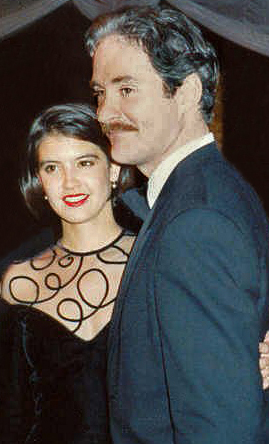
Cates met echtgenoot Kevin Kline bij de 61ste Oscaruitreiking in maart 1989

In 1985 nam Cates voor het eerst een meer serieuze rol op zich. Ze speelde in dat jaar de hoofdrol in het off-Broadway toneelstuk The Nest of the Wood Grouse, dat een succes werd. Voor Cates kwam dit als een verrassing, omdat ze in haar tienerjaren veel problemen had met het optreden voor een publiek. Ze auditeerde vervolgens voor de vrouwelijke hoofdrol in About Last Night (1986), maar die ging uiteindelijk naar Demi Moore.

## Filmografie
- Bibsys: 99071361
- Biblioteca Nacional de España: XX1167020
- Bibliothèque nationale de France: cb13941061d (data)
- Catàleg d'autoritats de noms i títols de Catalunya: 981058527239606706
- Gemeinsame Normdatei: 142162825
- International Standard Name Identifier: 0000 0001 1963 962X
- Library of Congress Control Number: n97850094
- MusicBrainz: 05b7e683-d184-4781-a098-87520c9db425
- Nationale bibliotheek van Australië: 35331418
- Nationale Bibliotheek van Israël: 987007452714205171
- Nationale Bibliotheek van Polen: a0000001613312
- Nederlandse Thesaurus van Auteursnamen: 089293290
- SNAC: w69t4hd0
- Système universitaire de documentation: 07059161X
- Trove: 914450
- Virtual International Authority File: 74041894
- WorldCat: E39PBJcrhbP9Qm44BXbDcVpkjC